# Владислав Тарновски
 Владѝслав Тарно̀вски  (на полски: Władysław Tarnowski; на немски: Ladislaus Tarnowski; на френски: Ladislas Tarnowski) е полски композитор от периода на Романтизма и виртуозен пианист. Подобно на Моцарт и Шопен, той е дете-чудо и свири на пиано и композира от ранно детство.

## Биография
Владислав (в западната литература обикновено Władysław Tarnowski, Ladislaus Tarnowski, Ladislas Tarnowski; литературен псевдоним: Ернест Булава) е роден на 4 юни 1836 г. в двореца Тарновски във Врублевице.
Владислав е син на Валериáн (1811 – 1861 г.) и на графиня Ернестина Тарновски (1808 – 1940 г.). Владислав е братовчед на Станислав Тарновски и Ян Тарновски (баща на посланика Адам Тарновски (посланик на Австро-Унгария в България в периода 30 април 1911 – ноември 1916 г.).  Младият Владислав прекарва детството си при своите родители във Врублевице, където баща му е земевладелец. В Лвов посещава йезуитския колеж. Учи право и философия в Ягелонския университет в Краков от 1851 г. Завършва през 1857 година.  Владислав продължава следването си в Консерваторията в Париж (до 1863 г., но не завършва, защото участва в Полското въстание (1863 – 1864).  Владислав продължава следването си в Консерваторията в Лайпциг и учи при Ференц Лист.
Обича да пътува и често посещава различни страни в Европа и света – Швейцария (1865 г.), пътува до Татрите (преди 1865 г., по всяка вероятност 1859 г.), Англия (1865 г.), Испания и Португалия (1866 г.), Италия (1871, 1873, 1875 г.), и Франция (1866, 1871 г.), Османската империя (1875, 1876 г.), Гърция (1869), Индия (1878 г.) и др. Умира по време на пътуване. 

## Творби

### Пиано музика
- Trois Mazurkas pour Piano, около 1870 година.
- Chart sans paroles, 1870.
- Valse-poeme, 1870.
- Fantazie-Impromptu
- Impromptu „L’adieu de l’artiste“, около 1870 година.
- Souvenir de la Canée, 1870.
- Polonez dla Teofila Lenartowicza, 1872.
- T. Lenartowicz, 1874.
- Br. Zawadzki, около 1875 година.
- Extases au Bosphor, fantasie rapsodie sur les melodies orientales, op. 10, около 1875 година.
- Marsz żałobny z osobnej całości symfonicznej poświęcony pamięci Augusta Bielowskiego, 1876.
- Ave Maria, 1876.
- Pensée funebre.
- Andantino pensieroso, 1878 (посмъртно издание).

### Ноктюрна
- Nocturne dédié à sa soeur Marie,
- Nuit sombre.
- Nuit claire.

### Камерна музика
- Quatour Re-majeur pour Deur Violons, Viola et Violonceller, 1874.
- Fantaisie quasi Sonate.
- Souvenir d’un ange, около 1876 година. [8]

### Музика за оркестър
- Symfonia d’un drammo d’amore, 1871.
- Karlińscy, 1874.
- Joanna Grey, 1875.
- Achmed oder der Pilger der Liebe или Achmed, czyli pielgrzym miłości, (опера), 1875.

### Песни
- A kto chce rozkoszy użyć, або Jak to na wojence ładnie, 1863, (текст: Владислав Тарновски).
- Herangedämmert kam der Abend, (текста: Хайнрих Хайне).
- Die Perle, (текст: Владислав Тарновски).
- Die Schwalben, (текст: Владислав Тарновски).
- Im Traum sah ich das Lieben, (текст: Хайнрих Хайне).
- Ich sank verweint in sanften Schlummer или Widzenie, (текст: Владислав Тарновски).
- Neig, o Schöne Knospe, (текст: Мирза Шафи Вазех.
- Kennst du die Rosen, ок. 1870, (текст: Владислав Тарновски).
- Du Buch mit sieben Siegeln, около 1870 година, (текст: Лудвиг Фоглар.
- Ob du nun Ruhst, около 1870 година, (текста на песен: Лудвиг Фоглар.
- Klänge Und Schmerzen, около 1870 година, (текст: (Роберт Гамерлинг).
- Nächtliche Regung, около 1870 година, (текст: Robert Hamerling (Роберт Гамерлинг).
- Strofa dello Strozzi e la risposttadi Michalangelo, (текст: Филипо Строци Стари и Микеланджело Буонароти).
- Au soleil couchant, (текст: Виктор Юго), 1873.
- Still klingt das Glöcklein durch Felder или Dźwięczy głos dzwonka przez pole, 1874, (текст: Владислав Тарновски).
- Alpuhara, 1877, (текст: Адам Мицкевич).
- Mein kahn, преди 1878 г. (текста на песен: Johann von Paümann ps. Hans Max). [9]

### Пиеси
- Izaak, 1871.
- Karlinscy, 1874.
- Joanna Grey, 1874.
- Ostatnie sądy kapturowe, 1874.
- Finita la comedia, 1874.

### Книги на поезията
- Poezye studenta (Кн. 1, 2, 3, 4) 1863 – 1865).
- Krople czary, 1865.
- Szkice helweckie i Talia, 1868.
- Piołuny, 1869.
- Nowe Poezye, 1872.